# Wulfila pallidus
Espèce
Wulfila pallidus est une espèce d'araignées aranéomorphes de la famille des Anyphaenidae.

## Distribution
Cette espèce est endémique du Tabasco au Mexique,. Elle se rencontre vers Teapa.

## Description
La femelle décrite par Brescovit en 1997 mesure 3,50 mm.

## Publication originale
- O. Pickard-Cambridge, 1895 : Arachnida. Araneida. Biologia Centrali-Americana, Zoology. London, vol. 1, p. 145-160 (texte intégral).